# Die Journalistin (Fernsehserie)

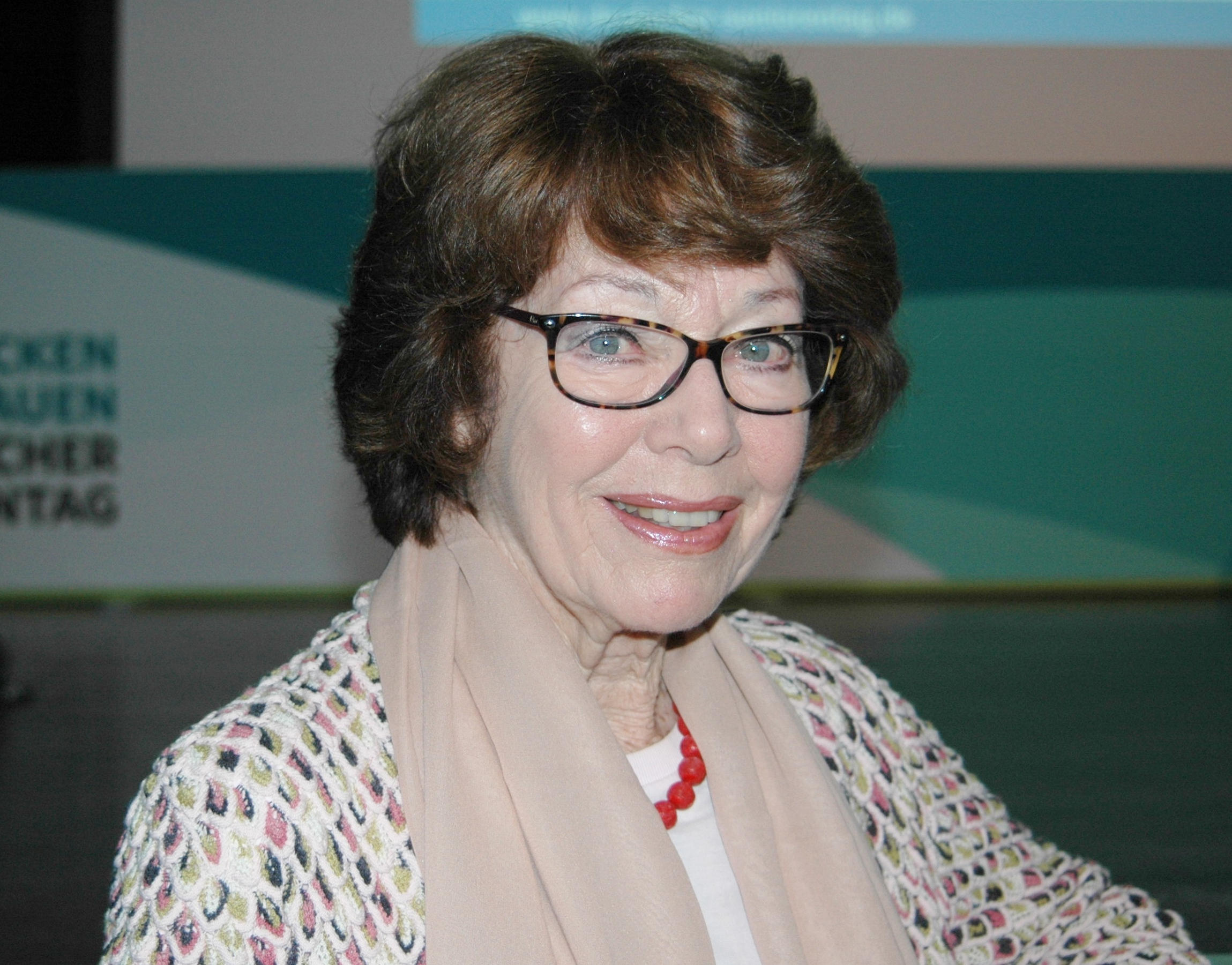
In der Titelrolle: Marianne Koch (Foto von 2018)

Die Journalistin ist eine dreizehnteilige Fernsehserie des Senders ZDF aus dem Jahr 1970. Die Titelrolle spielt Marianne Koch.

## Handlung
Im Zentrum des Geschehens steht die Hamburger Journalistin Renate Albrecht, die in Zusammenarbeit mit dem Fotoreporter Pit Schaffer spannenden Geschichten aus dem Alltag ganz normaler Menschen nachgeht, die es verdienen, in ihrer Zeitung „Prisma“ abgedruckt zu werden. Dabei nimmt sie ihre Arbeit sehr ernst und versucht, Hintergründe aufzudecken. Oberflächliche Geschichtchen sind Renate suspekt. Ihr zentrales Rechercheumfeld ist Hamburg, doch führen ihre journalistischen Nachforschungen sie auch in Städte im europäischen Ausland wie Seefeld in Tirol oder Amsterdam. Renates Chefredakteur erwartet von ihr Storys, die bei den Lesern Aufsehen erregen und zwischenmenschliches Interesse erwecken. Ein Beispiel: Ihr erster Fall führt sie zu Paul Kraske. Der Mann soll 13.000 DM zu Unrecht bezogene Rente zurückzahlen, wozu er jedoch nicht imstande ist. In Renate Albrecht findet er eine Verbündete, die versucht, ihm zu helfen und ein großes Unglück zu verhindern.

## Produktion
Die Serie von der Polyphon Film- und Fernseh-GmbH Hamburg wurde zwischen dem Juli 1969 und dem März 1970 gedreht. Produzent war Gyula Trebitsch, Regie führte Georg Tressler. Die Drehbücher stammten von Stefan Wolf, Rainer Brandt, Werner Jörg Lüddecke, Thomas Westa, Bruno Hampel, Marion von Möllendorf und Hans G. Franzis. Für die Redaktion des ZDF war Fred Spirek verantwortlich, die Produktionsleitung übernahm Bernd Burgemeister. Gedreht wurde in Farbe. Hinter der Kamera stand bei allen Folgen Wolfgang Treu. Die Filmbauten zu den Folgen 1 bis 4 gestaltete das Szenenbildner-Duo Herbert Kirchhoff und Albrecht Becker, danach entwarf Becker die Bauten bis zur letzten Folge im Alleingang. Gudrun Hildebrandt zeichnete für die Kostüme zuständig, Ursula Dalchow sorgte für den Filmschnitt.

## Ausstrahlung
Die Erstausstrahlung der 45-minütigen Episoden fand sonntags um 20:15 Uhr im ZDF zwischen dem 4. Oktober 1970 und dem 6. Juni 1971 statt.

## Episodenliste
| Nr. (ges.) | Nr. (St.) | Originaltitel                 | Erstausstrahlung Deutschland | Regie          | Drehbuch                           | Erstausstrahlender Sender   |
| ---------- | --------- | ----------------------------- | ---------------------------- | -------------- | ---------------------------------- | --------------------------- |
| 1          | 1         | Die Sache mit Kraske          | 4. Okt. 1970                 | Georg Tressler | Stefan Wolf                        | Zweites Deutsches Fernsehen |
| 2          | 2         | Der erste Sonntag im August   | 25. Okt. 1970                | Georg Tressler | Stefan Wolf, Rainer Brandt         | Zweites Deutsches Fernsehen |
| 3          | 3         | Ärger mit Uwe                 | 8. Nov. 1970                 | Georg Tressler | Werner Jörg Lüddecke               | Zweites Deutsches Fernsehen |
| 4          | 4         | Ein Unfall wie tausend andere | 22. Nov. 1970                | Georg Tressler | Thomas Westa                       | Zweites Deutsches Fernsehen |
| 5          | 5         | Eskapaden in Seefeld          | 20. Dez. 1970                | Georg Tressler | Stefan Wolf                        | Zweites Deutsches Fernsehen |
| 6          | 6         | Gesetz ohne Gnade             | 17. Jan. 1971                | Georg Tressler | Bruno Hampel                       | Zweites Deutsches Fernsehen |
| 7          | 7         | Ein Sohn für Renate           | 31. Jan. 1971                | Georg Tressler | Stefan Wolf                        | Zweites Deutsches Fernsehen |
| 8          | 8         | Interview für Amsterdam       | 28. Feb. 1971                | Georg Tressler | Stefan Wolf, Marion von Möllendorf | Zweites Deutsches Fernsehen |
| 9          | 9         | Hansa 7 ruft Nordstrand       | 14. März 1971                | Georg Tressler | Stefan Wolf, Hans G. Franzis       | Zweites Deutsches Fernsehen |
| 10         | 10        | Eine Stunde Angst             | 28. März 1971                | Georg Tressler | Werner Jörg Lüddecke               | Zweites Deutsches Fernsehen |
| 11         | 11        | Affäre Pagel                  | 18. Apr. 1971                | Georg Tressler | Stefan Wolf                        | Zweites Deutsches Fernsehen |
| 12         | 12        | Zwei Gentlemen machen Urlaub  | 9. Mai 1971                  | Georg Tressler | Stefan Wolf                        | Zweites Deutsches Fernsehen |
| 13         | 13        | Ausbruch vom Alltag           | 6. Juni 1971                 | Georg Tressler | Stefan Wolf, Werner Jörg Lüddecke  | Zweites Deutsches Fernsehen |

## Kritik
Die Zeit widmete der Serie zu Weihnachten 1970 eine längere Beurteilung: „Das sind die Geschichten, die man der Journalistin auf den Marianne-Koch-Körper geschrieben hat, gar nicht so furchtbar schief. (…) Was mehr stört, ist der Titel; diese Journalistin ist natürlich keine Journalistin; sie verführt zum Kalauern: ein fleißiges Journalieschen ist sie. Was nicht stören würde, das wäre eine kritische Sequenz über den Journalismus, zwei, drei Sätze, ein Schwenk, ein scharfer Schnitt, ein Schuß Wahrheit quer durch die Traumfabrik. Daß hier nichts stört, das stört am meisten. Doch man nimmt’s hin; und man wundert sich als Journalist zuweilen immer noch, wie wenig den Fernsehstückeschreibern, von denen einige doch hervorragende Journalisten waren, zum Journalismus einfällt.“

## DVD-Veröffentlichung
Am 11. Dezember 2020 erschien bei Pidax-Film eine Komplett-Box mit allen 13 Episoden.

## Trivia
Hauptdarstellerin Marianne Koch beendete nach einer Staffel ihr Schauspielerin-Dasein und nahm 1971 ihr zu Anfang der 1950er Jahre unterbrochenes Medizinstudium wieder auf.
In der dritten Episode Ärger mit Uwe ist der sehr junge Marius Müller-Westernhagen zu sehen.